# برايان بيل
برايان بيل (7 أبريل 1914 في المملكة المتحدة - 27 فبراير 2007 في المملكة المتحدة) (بالإنجليزية: Brian Belle)‏ هو لاعب كريكت بريطاني (وحمل سابقاً جنسية المملكة المتحدة لبريطانيا العظمى وأيرلندا). لعب مع نادي مقاطعة ساسكس للكريكت ‏ ونادي مارليبون للكريكت ‏ ونادي الكريكت في جامعة أكسفورد ‏.

## وصلات خارجية
- برايان بيل على موقع إي آس بي آن كريك إنفو (الإنجليزية)